# Historia Kielc
Udokumentowane dzieje Kielc sięgają ponad 900 lat. Kielce stały się miastem w 1364, niemal od zarania dziejów stanowiły własność biskupów krakowskich. Będąc niewielką osadą pozostawały na uboczu historii aż do XVIII wieku, kiedy zostały przejęte przez skarb państwa. Miasto podczas zaborów stanowiło centrum administracyjne regionu świętokrzyskiego, mieszkańcy brali czynny udział w zrywach narodowych (szczególnie w powstaniu styczniowym). Na początku I wojny światowej swoje pierwsze oddziały zaprzysiężył tu Józef Piłsudski, od tej pory Kielce mianowano „miastem Marszałka”, cieszącym się w II Rzeczypospolitej szczególnymi przywilejami. II wojna światowa gwałtownie przerwała rozwój regionu, zrujnowana gospodarka zaczęła odradzać się dopiero pod koniec lat 60. XX wieku.

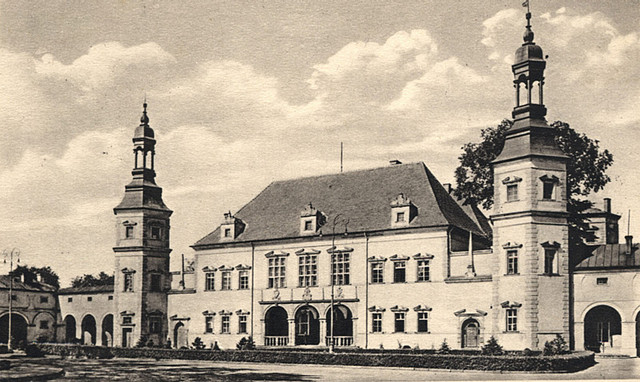
Pałac Biskupów, najbardziej znany zabytek Kielc

## Historia najdawniejsza
Pierwsze wzmianki o Kielcach pochodzą z 1081 r. Wcześniej na ich miejscu istniała osada, w której myśliwi i bartnicy z Puszczy Świętokrzyskiej wymieniali swoje zdobycze – mięso, skóry, miód na ziarno i inne produkty rolnicze sąsiedniej krainy pól – obszarów nadnidziańskich. Pradawnych czasów sięgają tradycje przemysłowe regionu, w tym m.in. wydobycie rud, wytop metali i ich obróbka. Już na przełomie XI i XII wieku wzniesiony został tu modrzewiowy kościół pw. św. Wojciecha (podania głoszą, iż sam św. Wojciech głosił w nim kazania). W Kielcach istniał prawdopodobnie gród z siedzibą kasztelana, będący ośrodkiem oddziaływania pierwszych Piastów na rejon Łysogór, który ze względu na wartość obronną i tradycje górniczo-hutnicze stanowił teren ważny dla organizującego się państwa polskiego.

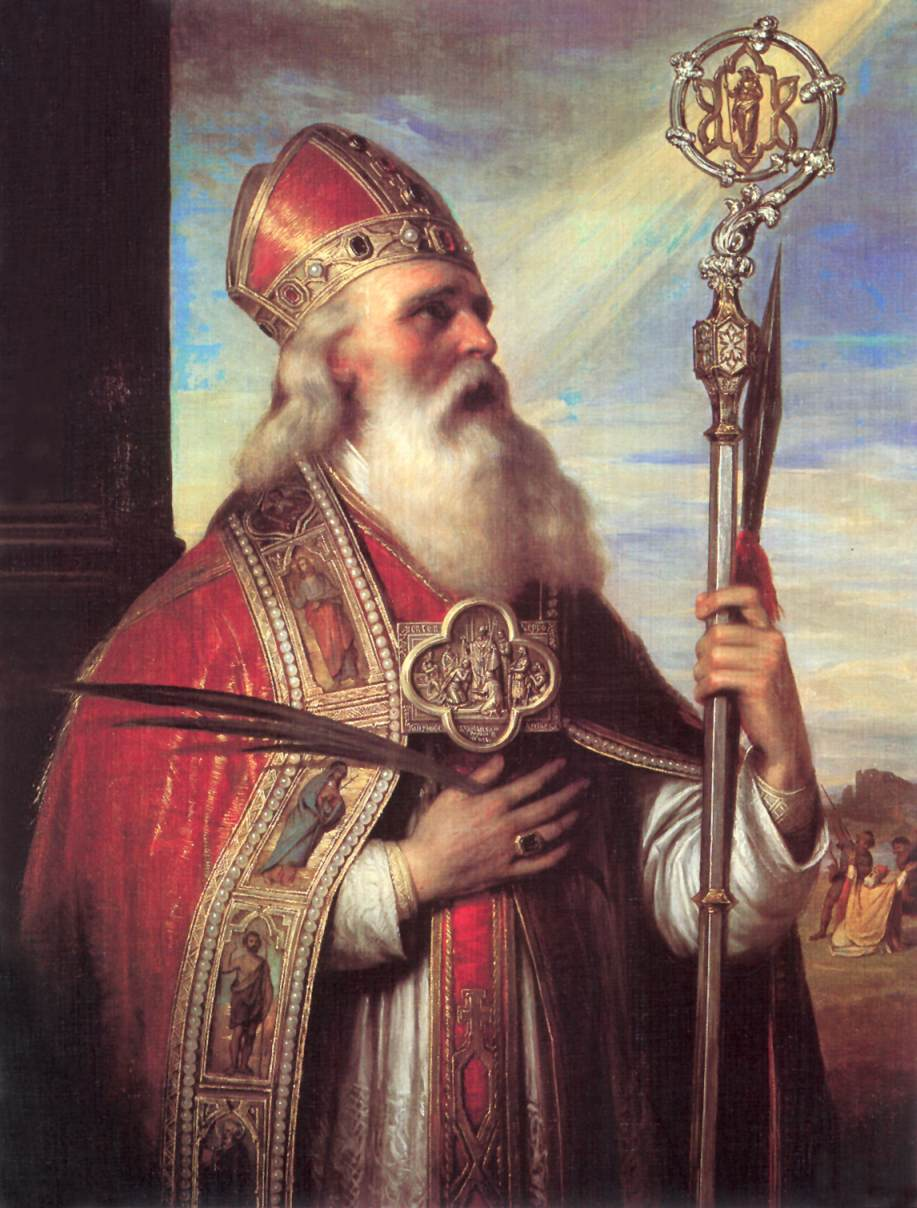
Święty Wojciech, patron pierwszej kieleckiej świątyni

Na przełomie XI i XII w. z nadania książęcego (Władysława Hermana) właścicielami osady i otaczających ją dóbr (klucz kielecki) stali się biskupi krakowscy. Nadanie to odbyło się w dość niejasnych okolicznościach, najprawdopodobniej nastąpiło na początku XII w – potwierdza to wzmianka Szymona Starowolskiego, że w dworku kieleckim zmarł w 1142 r. po ciężkiej chorobie bp Gaudenty. Z przekazaniem osady w ręce biskupów wiąże się ufundowanie przez Bolesława Krzywoustego w latach 1135–1137 opactwa benedyktynów na Świętym Krzyżu, które miało wspierać kieleckich duchownych w misji chrystianizacyjnej. W 1171 r. (po zniszczeniu Kielc podczas wojny ok. 1141 r.) jeden z biskupów, Gedko herbu Gryf ufundował na Wzgórzu Zamkowym kolegiatę pw. Najświętszej Maryi Panny. Jan Długosz pisał:
Krakowski biskup Gedeon, chcąc cześć Boga prawego w diecezji swojej rozszerzyć, w rozległych podówczas i od ludzi niezamieszkałych lasach zbudował miasto Kielce, a w niem kościół z ciosowego kamienia wytworny i ozdobny wystawił, i cztery dostojeństwa duchowne, jako to: probostwo, dekanat, kustodią i scholasterią, nadto sześć prebend i dziesięciu wikariuszów przy tym kościele ustanowił (...)

Herb Kielc

Bp Wincenty Kadłubek przeniósł do kolegiaty parafię św. Wojciecha, a następnie dekretem z 1213 r. ustanowił w niej prebendę kanoniczną, z którą związanych było 4 prałatów i 6 kanoników uposażonych posiadaniem okolicznych wsi. Od tej pory w Kielcach odbywały się targi, odpusty i jarmarki. Na początku XIII w. (pomiędzy 1208 a 1218 r.) powstała przy kolegiacie szkoła parafialna, której pierwszym znanym z dokumentów (1229) absolwentem był niejaki Henryk. Wśród wychowanków szkoły znalazł się także dominikanin Wincenty z Kielc, autor Żywota świętego Stanisława. W 1260 r. nastąpiła lokacja miasta na prawie polskim. Kilkadziesiąt lat wcześniej, w 1227 r. papież (prawdopodobnie Grzegorz IX, w tym samym roku urzędował krótko Honoriusz III) zatwierdził przywilej zezwalający włodarzom Kielc na lokację miasta na prawie niemieckim.
XIII wiek przyniósł liczne nieszczęścia. Najazdy Tatarów i walki o opiekę nad małoletnim Bolesławem Wstydliwym między Konradem mazowieckim a Henrykiem I Brodatym spustoszyły osadę i zniszczyły dwór biskupów. Znaczne zniszczenia przyniosła prawdopodobnie przegrana w 1241 r. bitwa pod Chmielnikiem. Kielce jednak podniosły się z upadku wzbogacając się o obwarowania zaopatrzone w strzelnice i blanki wokół kościoła na Wzgórzu Zamkowym. W 1354 r. (według innych źródeł w 1350 r.) Kazimierz Wielki na prośbę bp. Bodzanty Jankowskiego zrzekł się prawa poboru ludzi zbrojnych w dobrach kieleckich oraz oznaczył granice miasta, tym samym władza przeszła całkowicie w ręce duchownych. W 1364 r. nadano Kielcom (zamieszkiwanym wówczas przez ok. 300 osób) prawa magdeburskie. W 1496 r. kardynał Fryderyk Jagiellończyk nadał miastu herb – złote litery CK w koronie na czerwonym tle, będące skrótem od łacińskiego Civitas Kielcensis.

## Początki rozkwitu miasta
XV i XVI w. to czas wzmożonego rozwoju Kielc, związanego z eksploatacją rud ołowiu, miedzi i żelaza. Przywilejem królewskim zostały potwierdzone prawa do dwóch jarmarków, wybudowano także drogę do Bodzentyna. W okolicach zaczęły tworzyć się zręby przemysłu zbrojeniowego, w mieście powstały cechy szewców (1502), ślusarzy, bednarzy i krawców. W tym samym okresie wyodrębniło się ostatecznie centrum Kielc w postaci Rynku i odchodzących od niego ulic: dzisiejszej Bodzentyńskiej i Piotrkowskiej. W połowie XVI w. na Rynku wybudowano piętrowy, murowany ratusz (przylegała do niego wieża z izbami stanowiącymi areszt i więzienie), a na wzniesieniu na wschód od miasta (teren obecnego pl. Moniuszki) kościół św. Leonarda.

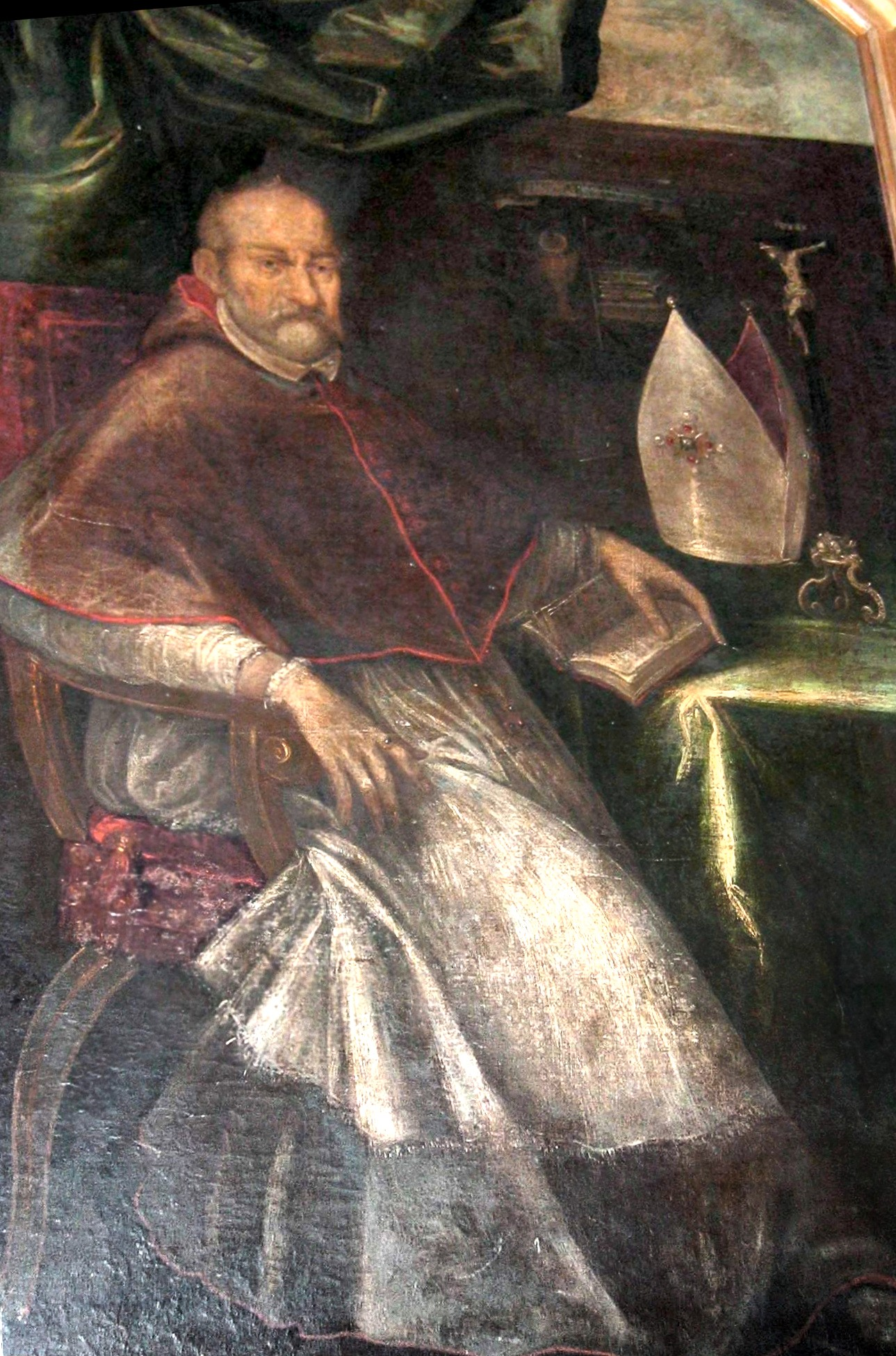
Piotr Myszkowski

Kolejne stulecia przyniosły gwałtowny rozwój górnictwa rudy żelaza i metali kolorowych. Do miasta zaczęli napływać wysoko wykwalifikowani specjaliści z kraju i zagranicy – głównie pochodzenia włoskiego, ale także Węgrzy, Słowacy i Niemcy. Wybudowano liczne huty i manufaktury. W 1527 r. bp Piotr Tomicki ufundował nieopodal kolegiaty dzwonnicę, w której umieszczono wielki dzwon ochrzczony jego imieniem. Ten sam biskup nakazał postawienie na miejscu dworu nowego pałacu, przebudowanego w stylu renesansowym przez bp. Jakuba Zadzika herbu Korab w latach 1637–1642 (według projektu Giovanniego Trevano – włoskiego architekta pochodzącego z Lugano). Kielce wzbogaciły się o dwie świątynie (kościół św. Trójcy i klasztor bernardyński na wzgórzu Karczówka) oraz szpital. Katedrę rozbudowywali kolejno biskupi Piotr Myszkowski i Konstanty Felicjan Szaniawski. Kwitło życie kulturalne miasta, w 1661 r. przebywał tu król Jan Kazimierz wraz ze swoim dworem. W 1645 r. populacja Kielc wynosiła już ok. 1250 osób.
Począwszy od XV w. mieszkańcy i biskupi otrzymywali liczne przywileje – 3 września 1533 r. Zygmunt I potwierdził wszystkie prawa nadane miastu oraz pozwolił na organizację 3 jarmarków w roku i cotygodniowych targów. 28 lutego 1579 r. bp Piotr Myszkowski zezwolił kielczanom na swobodny wyrób piwa i wódki zapewniając przy tym wyłączność na produkcję w całym kluczu dóbr biskupich (10 września 1685 r. zezwolenie potwierdził Jan Małachowski). 16 września 1598 r. kardynał Jerzy Radziwiłł nadał miastu przywilej pobierania brukowego i opłaty za przepędzanie ulicami Kielc zwierząt i bydła. 14 stycznia 1602 r. Bernard Maciejowski zniósł zakaz wyrębu drzew w okolicznych lasach należących do biskupów. Na przełomie XVI i XVII wieku w Kielcach wprowadzono wiele korzystnych zmian organizacyjnych i gospodarczych. Nad zakładaniem nowych obiektów przemysłowych czuwał kielecki żupnik. Olbornik i ważnik zajmowali się ściąganiem opłat. Obok właścicieli kopalń olborę, czyli dziesięcinę w wydobytej rudzie płaciła również szlachta i bogacący się mieszczanie, którzy dzierżawili tereny górnicze.

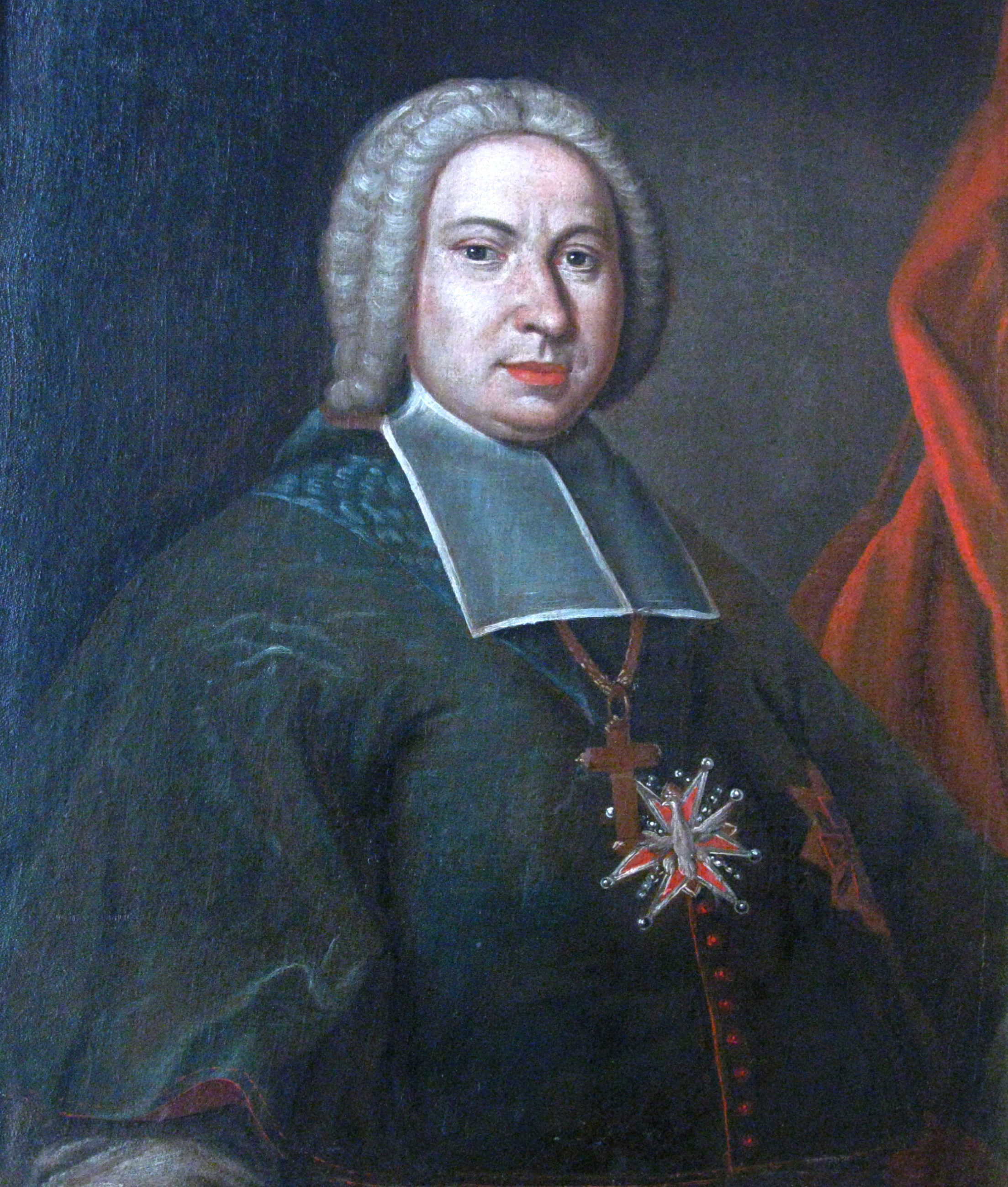
Andrzej Stanisław Załuski

Najazd szwedzki i wojny domowe w Polsce doprowadziły do zahamowania okresu prosperity. W czasie „potopu” szwedzkiego miasto doszczętnie spłonęło, w dodatku w 1655 r. przeszły tędy wojska Karola Gustawa niszcząc okoliczne fabryki i ściągając od mieszkańców ogromną kontrybucję. W tym samym czasie w okolicy wybuchło szereg epidemii, których rozprzestrzenianiu sprzyjała panująca wokół wojna. Od października 1662 r. do maja 1663 miasto okupowały oddziały wojska koronnego (ok. 12 tys. żołnierzy) dowodzone przez Jana Samuela Świderskiego, skonfederowane pod nazwą „Związek Święcony”. 30 czerwca 1702 r. Kielce zajął król szwedzki, Karol XII idący przeciwko Augustowi II, kwaterując do 9 lipca w pałacu biskupów. Kilka lat później miasto ucierpiało podczas wojny domowej między zwolennikami Augusta II i Stanisława Leszczyńskiego. Działania wojenne trwały do 1711 r. Usuwanie zniszczeń okazało się dużym wyzwaniem – z wielkich pożarów ocalały jedynie pałac, katedra i klasztor na wzgórzu Karczówka. Wybudowano seminarium duchowne, szkołę średnią (w 1735 r. przyjętą pod patronat Akademii Krakowskiej) teatr, browar, szpital sióstr miłosierdzia przy kościele św. Leonarda oraz istniejące do dziś kamienice z podcieniami na Rynku. Działalność rozpoczęła kopalnia wapienia na Kadzielni oraz dwie cegielnie. Obok pałacu biskupów wzniesiono kosztowne stajnie, wozownie i rajszul (szkołę jazdy konnej) z wielką ujeżdżalnią na parterze. Ludność miasta wzrosła do ponad 2 tysięcy, znacznie zwiększyła się liczba domów i ulic. Rezultatem troski o rozwój gospodarstw w okolicznych wsiach było założenie pierwszej bezprocentowej kasy pożyczkowej „Mons Pietatis”, ufundowanej przez bp. Andrzeja Załuskiego, pożyczającej pieniądze na zakup wołów osobom posiadającym poręczenie od wójta i plebana.
Za Sasów Kielcami zarządzali kolejno bp Jan Aleksander Lipski oraz bp Andrzej Stanisław Kostka Załuski, brat fundatora Biblioteki Załuskich w Warszawie. W 1761 r. na mocy biskupiego dekretu usunięto z miasta wszystkich Żydów. Bp Kajetan Ignacy Sołtyk zakazał wznoszenia w śródmieściu budowli drewnianych, okazując przy tym wszechstronną pomoc tym, którzy zdecydowali się stawiać domy murowane. W 1787 r. miała miejsce ostatnia królewska wizyta w Kielcach – Stanisław August Poniatowski podążający do swych dóbr w Niewachlowie i Miedzianej Górze odwiedził kościół na Karczówce.
Dnia 27 lipca 1789 Sejm Czteroletni uchwalił ustawę, na mocy której dobra biskupów krakowskich zostały przejęte przez administrację królewską, co umożliwiło m.in. wybieranie deputowanych do parlamentu. Biskup dostał jako odszkodowanie pensję 100 000 złotych polskich rocznie. Rozwój przemysłu przetwórczego miedzi po roku 1790 tak znacznie podniósł rangę Kielc, że przeniesiono tu miejsce obrad sejmików szlacheckich ziemi sandomierskiej.

## Rozbiory
W czasie insurekcji w 1794 r. w Kielcach obozował od 7 do 8 czerwca podążający do Warszawy naczelnik Tadeusz Kościuszko. Jego wojska rozłożyły się w obozie poza miastem, przy drodze do kaplicy św. Leonarda. W tutejszym szpitalu zmarł wówczas ranny 6 czerwca 1794 r. w bitwie pod Szczekocinami Bartosz Głowacki, którego grób znajduje się na cmentarzu katedralnym. Kościuszko zajął kwaterę w domu zwanym „Wójtostwo”, położonym na Rynku. Z obozu „przy Kielcach” wydał deklarację wojny przeciw Rosji i Prusom datowaną na 10 czerwca 1794, w której ogłosił „wolność i ogólne powstanie Polaków”.
Po III rozbiorze Polski miasto włączono do zaboru austriackiego, w skład tzw. Galicji Zachodniej. Zaborca uczynił Kielce stolicą cyrkułu ze starostą na czele, podległym bezpośrednio władzom krajowym we Lwowie. W mieście wprowadzono niemiecki język urzędowy i rozpoczęto nabór rekrutów do zaborczej armii. W celu sprawniejszego zarządzania zakładami przemysłowymi i wydobywczymi ustanowiono tu Dyrekcję Górniczą. Kolejnym awansem było powołanie za pośrednictwem bulli papieża Piusa VII kieleckiej diecezji. Uroczysty ingres biskupa Wojciecha Jana Górskiego miał miejsce w 1805 r. W dniu 24 maja 1800 r. wielki pożar strawił niemal wszystkie domy mieszkalne w centrum, w tym ratusz.
4 lipca 1809 r. do Kielc wkroczył 3. Pułk Piechoty Księstwa Warszawskiego i ogłoszone zostało przejęcie kraju przez władze polskie. Miasto pełniło funkcję siedziby władz powiatowych departamentu radomskiego. W wyniku ustaleń kongresu wiedeńskiego w 1815 r. ziemia kielecka przypadła rosyjskiemu zaborcy.

## Królestwo Polskie

### Początki Królestwa Polskiego

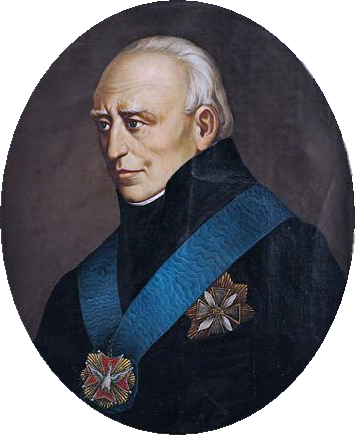
Stanisław Staszic

W 1816 r. Kielce stały się siedzibą władz województwa krakowskiego oraz Dyrekcji Głównej Górniczej dozorującej rozwój przemysłu w Staropolskim Zagłębiu Przemysłowym. Dzięki staraniom Stanisława Staszica w 1816 r. w północnym skrzydle pałacu biskupów otworzono pierwszą wyższą uczelnię techniczną w Polsce – Szkołę Akademiczno-Górniczą. Wykształciła ona ponad 40 inżynierów, nauczali w niej profesorowie tej miary co Jerzy Bogumił Pusch lub Jakub Graff, sprowadzeni do Kielc z Saksonii. Obok istniejącej męskiej szkoły średniej (szkoły wojewódzkiej, nazwanej później szkołą wyższą realną i gimnazjum filologicznym; uczyło w niej wielu wybitnych nauczycieli, późniejszych profesorów uniwersytetu takich, jak A. Krzyżanowski i A. Frączkiewicz) utworzono prywatne szkoły żeńskie, powstała księgarnia i drukarnia. Geometra M. Potocki w 1823 r. sporządził wskutek działań Staszica nowy plan zabudowy miasta (Plan miasta wojewódzkiego woj. krakowskiego – „Kielce”), którego realizację przerwały kolejne zrywy narodowe. Przewidywał on m.in. poprawę warunków sanitarnych, czystości i estetyki (w latach 1836–1855 kilkukrotnie wybuchały tu epidemie tyfusu, ospy i zimnicy), wzniesienie murowanych domów oraz Szkoły Podstawowej im. Stanisława Staszica, utworzenie parku miejskiego, przeniesienie stodół, obór i chlewów poza obręb miasta, zniwelowanie znajdujących się w centrum Kielc wąwozów i pagórków, a także uregulowanie rzek i cieków wodnych. W 1834 r. oddano do użytku szosę biegnącą przez centrum miasta, łączącą bezpośrednio Kielce z Warszawą i Krakowem. Nastąpiło znaczne ożywienie kulturalne, studenci zaczęli organizować tajne związki burszów i szpaków, starsi kielczanie interesowali się lożami masońskimi.

### Powstanie listopadowe
Rozwój Kielc został gwałtownie zahamowany wskutek powstania listopadowego. W momencie jego wybuchu działało tu Towarzystwo Patriotyczne, formowano też dwa pułki krakusów i dwa pułki piechoty. Okoliczne zakłady przemysłowe (m.in. w Białogonie i Suchedniowie) wspomagały powstańców produkując broń i amunicję. Zarządzono nawet zbiórkę niepotrzebnych dzwonów z okolicznych kościołów, w celu przetopienia ich na armaty. Po zajęciu miasta przez Rosjan rozpoczęły się represje i prześladowania. Na miejsce województwa utworzono gubernię, w której władzę od 1837 r. sprawował naczelnik wojskowy. W 1840 r. car zadecydował o zamknięciu gimnazjum, w odwecie za próbę ucieczki do Galicji dwóch kilkunastoletnich uczniów. Po czterech latach naukę wznowiono, jednak absolwenci kieleckiej szkoły nie mieli prawa do kontynuowania edukacji na uniwersytecie.

### Lata 1831–1860

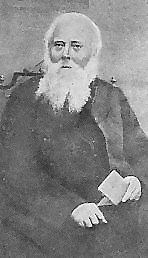
ks. Piotr Ściegienny

W 1844 r. ks. Piotr Ściegienny, syn chłopa z Bilczy organizował spisek przeciw Rosjanom, spotykając się ze świętokrzyskimi chłopami na stokach Krajna. Aresztowano go w Kielcach w czasie finałowych przygotowań do wybuchu powstania. Skazany na śmierć za zdradę został ułaskawiony i zesłany na Sybir. Powrócił do kraju w 1869 i osiadł w Lublinie, gdzie zmarł w 1890 r.
Od 1 stycznia 1845 r. w związku z carską reformą administracyjną zlikwidowano gubernię kielecką, degradując Kielce do roli miasta powiatowego w guberni radomskiej. Nie inwestowano w rozwój przemysłu, populacja zaczęła stopniowo maleć. Wraz z odpływem urzędników do Radomia z Kielc wyjechali także kupcy, rzemieślnicy, uczniowie i kadra nauczycielska (na 4 lata zawieszono naukę w szkole średniej). Dodatkową uciążliwością było stacjonowanie w Kielcach wojsk rosyjskich w liczebności do 2 tys. żołnierzy i oficerów. Wymiana składu garnizonu powodowała zwykle epidemię chorób zakaźnych dziesiątkujących mieszkańców.
W 1846 r. osiadł w Kielcach Tomasz Zieliński, naczelnik powiatu. W swym domu przy ul. Zamkowej zgromadził on bogatą bibliotekę oraz zbiory ponad 400 obrazów pędzla m.in. Dürera, Albano, Rembrandta, Dolabelli, Kostrzewskiego i Pilattiego. Biblioteka zawierała m.in. Psałterz Gomułki z r. 1560, Postyllę Białobrzeskiego, Biblię Wujka, herbarze, dawne przywileje. Zieliński gościł artystów i zachęcał ich do pracy. Zaopiekował się chłopcem z Bodzentyna, Józefem Szermentowskim, późniejszym malarzem.

### Kielce w przededniu powstania styczniowego
Od lata 1860 r. do Kielc napływały wiadomości o manifestacjach i strajkach w całym Królestwie Polskim, w tym m.in. o uroczystym pogrzebie 85-letniej Katarzyny Sowińskiej (12 czerwca 1860), wdowy po bohaterskim obrońcy Woli oraz o podniosłych nabożeństwach w rocznicę wybuchu powstania listopadowego w Radomiu i w Warszawie (30 listopada 1860). Na ulicach miasta pojawiły się ulotki z podobiznami Kościuszki i Kilińskiego, zaprzestano balów, zabaw i redut. W lokalach organizujących huczne przyjęcia wybito na znak protestu okna. Czarę goryczy przelała wiadomość o zaatakowaniu 4 kwietnia 1861 r. kieleckiego księdza Józefa Zajączka przez dwóch pijanych żołnierzy rosyjskich. W celu „wstrzymania niewłaściwych objawów niezadowolenia” władze miasta powołały 16-osobowy Komitet Bezpieczeństwa oraz Straż Bezpieczeństwa, rozwiązane 18 kwietnia 1861 r. przez generała lejtnanta księcia Dawida Bebutowa, dowódcę świeżo utworzonego Kieleckiego Okręgu Wojskowego. 25 kwietnia 1861 r. gubernator nakazał Bebutowowi aresztowanie księży dotykających w kazaniach spraw politycznych, generał jednak odmówił wykonania rozkazu uważając jego wydanie za zbyt pochopne. Oprócz kleru aktywną walkę z zaborcą prowadziła również kielecka młodzież szkolna – w maju 1861 r. doprowadziła do wydalenia z pracy nauczyciela, Rajmunda Duchowskiego, który kilka dni wcześniej kazał wymierzyć karę chłosty uczniowi przewodzącemu grupie osób śpiewających pieśni patriotyczne. Zaniepokojone władze zarządziły zakończenie roku szkolnego z dniem 10 czerwca 1861 r. i wyjazd młodzieży spoza Kielc do stałego miejsca zamieszkania. Nie zatrzymało to jednak fali protestów – już 3 lipca uczniowie wspomagani przez mieszkańców miasta wybili szyby w oknach dyrektora gimnazjum, Antoniego Formińskiego, wyjątkowo nielubianego carskiego inspektora. 14 lipca miał miejsce kolejny incydent, tym razem rosyjski pułkownik P. Zwierow zakłócał cmentarne nabożeństwo skoczną muzyką graną przez wojskową orkiestrę. Oburzenie ludzi było tak duże, że Zwierow musiał składać wyjaśnienia samemu gubernatorowi radomskiemu. Począwszy od lata 1861 r. coraz więcej osób brało udział w uroczystych mszach upamiętniających wielkie wydarzenia z historii Polski. 15 sierpnia w rocznicę unii polsko-litewskiej usypano na Karczówce i na kieleckim cmentarzu kopce, na których umieszczono drewniane krzyże z inskrypcją 25.02 8.04, upamiętniającą daty świadczące o męczeństwie narodu.

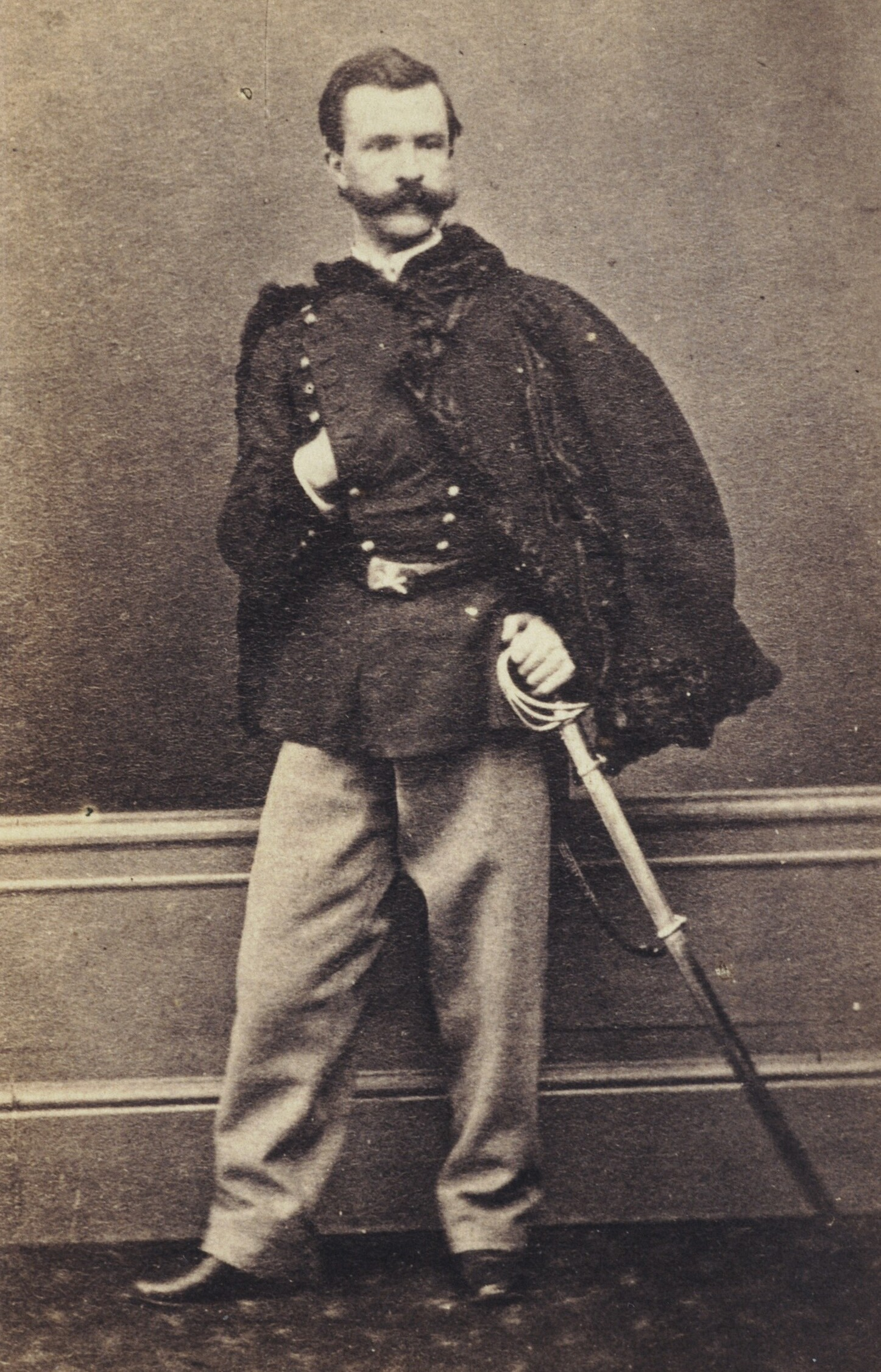
Marian Langiewicz

14 października 1861 wprowadzono w Królestwie Polskim stan wojenny – zakazano zgromadzeń, ograniczono liczbę ludzi uczestniczących w nabożeństwach, wyznaczono godzinę policyjną. Naczelnikiem Wojennym Powiatu Kieleckiego został dotychczasowy dowódca kieleckiego garnizonu, Ksawery Czengiery. Rygor stanu wojennego był dla mieszkańców miasta niezwykle trudny – kolbami karabinów rozpędzano spotykających się ludzi, zrywano z ich ubrań emblematy narodowe. W każdym kościele stał policjant spisujący dane osób śpiewających pieśni patriotyczne, w celu późniejszego ukarania. Nie oszczędzano nawet kobiet, dla których wyodrębniono w więzieniu kilka cel. 5 listopada Magistrat nakazał kielczanom złożenie posiadanej przez nich broni – do tego zarządzenia ustosunkować musieli się nawet policjanci i więzienni strażnicy. Wciąż narastały kontrole, zatrzymania i aresztowania, co zupełnie zdezorganizowało życie publiczne. Na początku 1862 r. zaczęto organizować w Kielcach polską tajną organizację pod kierownictwem mającego kontakt z Warszawą Władysława Janowskiego. Do walki z caratem próbowano przekonać nawet samego Czengierego, ten jednak przyjął postawę wyczekującą obserwując rozwój wypadków. Zarządzający organizacją Komitet Centralny doprowadził w lipcu 1862 do otworzenia szkoły rzemieślniczej, w której pod pozorem nauki zawodu uczono taktyk walki oraz umiejętności posługiwania się bronią. Szkołę zamknięto w grudniu, jednakże wykłady prowadzone były dalej w mieszkaniu Janowskiego. W październiku 1862 r. zakończono budowę zrębów organizacji narodowej. Na jej czele w Kielcach stanął Edward Plewiński, nauczyciel mineralogii, który podlegał bezpośrednio Janowskiemu będącemu odtąd naczelnikiem wojennym województwa krakowskiego. Rozpoczęto rozmowy w sprawie daty rozpoczęcia powstania. 18 stycznia 1863 r. Marian Langiewicz spotkał się w Kielcach z Apolinarym Kurowskim, desygnowanym na nowego naczelnika województwa. Okazało się wówczas, że Kurowski nie ma jeszcze żadnych planów opanowania podległych mu terenów. Zdumiony Langiewicz zaproponował dwa scenariusze przejęcia Kielc – atak z zaskoczenia na rosyjski garnizon (ok. 200 żołnierzy wyjechało z niego na przedstawienie teatralne w Jędrzejowie, poza tym Czengiery przebywał w Radomiu) lub przechwycenie armat stojących na folwarku Pocieszka i przetransportowanie ich do Suchedniowa. Niezbędnych informacji wywiadowczych dostarczyli oficerowie z garnizonu, którzy przeszli na stronę powstańców – Bocheński, Dobrogojski i Łuszczewski. W przededniu powstania szereg kiepskich i nieskoordynowanych decyzji Kurowskiego doprowadził do znacznej dezorganizacji oddziałów powstańczych. Do gen. Uszakowa dotarła wiadomość o koncentracji polskich wojsk, nakazał więc Czengieremu wracać do Kielc i odwołać wizytę żołnierzy w Jędrzejowie. W efekcie wieczorem 22 stycznia 1863 r. na Rynku stanęły działa przeniesione z Pocieszki, otoczone przez stojące w szyku bojowym: 7. i 9. rotę 23. Smoleńskiego Pułku Piechoty, szwadron dragonów oraz patrol kozacki – łącznie ok. 700 żołnierzy.

### Przebieg powstania styczniowego w Kielcach
Powstanie styczniowe wybuchło w nocy z 22 na 23 stycznia 1863 r. Punktem koncentracji polskich wojsk była Karczówka, przybyło tam jednak tylko ok. 200 osób. Kpt. Dobrowolski nie otrzymał od Kurowskiego precyzyjnej informacji o miejscu spotkania, błądził więc ze swoim oddziałem po okolicznych wzgórzach. Ostatecznie atak na Kielce został odwołany, Czengiery zaś wycofał część żołnierzy z Rynku do koszar. 29 stycznia gen. Uszakow w obawie przed utratą kontroli nad gubernią wzmocnił kielecki garnizon dragonami, żandarmerią i komendą inwalidzką ze Stopnicy. Siły rosyjskie w mieście liczyły wówczas 10 kompanii Smoleńskiego Pułku Piechoty, 2 szwadrony jazdy, sotnię kozacką i 8 dział z obsługą. W celu zabezpieczenia się przed ewentualnym wystąpieniem mieszkańców Kielc, Czengiery nakazał aresztować wszystkie osoby podejrzane o działalność w polskiej konspiracji, liczba więźniów politycznych osadzonych w więzieniu na Zamkowej na początku lutego wzrosła do 287. 27 stycznia zakazano „wszelkich zbiorów ludzi” i ustanowiono rozpoczynającą się o 18:00 godzinę policyjną. Młodzież ze starszych klas gimnazjów zaczęła uciekać za miasto zasilając stacjonujące w okolicy oddziały partyzanckie. 18 lutego 1863 r. powstańcy (tym razem pod komendą Mariana Langiewicza) ponownie zbliżyli się do Kielc, nie decydując się jednak na atak pomimo nieobecności w garnizonie większości żołnierzy rosyjskich (przedstawiciele mieszkańców miasta zaoferowali wówczas pomoc w pokonaniu Rosjan, na przeszkodzie stanęły braki w uzbrojeniu).
Ksawery Onufry Czengiery musiał wciąż walczyć z przejawami patriotyzmu na podległym mu terenie. Przez długi czas (od 12 lipca do 16 grudnia) władze kościelne utrzymywały w województwie żałobę, nie tolerowaną przez naczelnika. Schwytani przez Rosjan powstańcy najczęściej otrzymywali wyrok śmierci lub zostawali pozbawiani majątków i zsyłani na Sybir. Z upływem czasu prawdziwą plagą mieszkańców miasta stali się pijani żołnierze. Aby zapobiec niepotrzebnym utarczkom władze miasta zakazały 22 stycznia 1863 r. sprzedaży alkoholu. Właściciele kieleckich szynków zignorowali zakaz „po cichu” handlując wódką, co wkrótce doprowadziło do serii tragedii, w tym do zamordowania przez nietrzeźwego dragona przypadkowego przechodnia.
W lipcu 1863 r. Konrad Andrzejowski, syn znanego lekarza sformował za własne pieniądze oddział kawalerii wykonujący czynności policyjne wokół Kielc. Dobrze wyszkoleni i uzbrojeni powstańcy zadawali Rosjanom cios za ciosem unikając schwytania dzięki dużej ruchliwości. Oddział funkcjonował do 27 listopada, kiedy to Andrzejowski zranił się śmiertelnie w twarz podczas przeglądu nowego transportu broni. W pierwszą rocznicę powstania, w nocy z 22 na 23 stycznia 1864 r. szwadron jazdy powstańczej w sile ok. 100 osób, dowodzony przez Zygmunta „Krzywdę” Rzewuskiego, wtargnął na przedmieścia Kielc kompletnie zaskakując rosyjskie władze. Naprędce wyprowadzono żołnierzy z koszar i wytoczono na Rynek działa. Nie doszło wówczas do większej potyczki, ale samo pojawienie się oddziałów partyzanckich było wyraźnym sygnałem, że powstanie jeszcze się nie skończyło. Kilkanaście dni później, 2 lutego 1864 r., grupa powstańców pod dowództwem Jana Rudowskiego zaatakowała w pobliżu Kielc rosyjski patrol, zabijając dwóch dragonów i biorąc sześciu do niewoli. 6 lutego Fiodor Berg, namiestnik Królestwa Polskiego, nałożył na Kielce kontrybucję w wysokości 3622 rubli, ściągniętą z 350 urzędników i 450 właścicieli domów. Kolejne, mniejsze już kontrybucje spadły na miasto 2 lutego (200 rubli) i 11 maja (300 rubli). W celu moralnego „złamania” kielczan kilkaset osób zostało zmuszonych do podpisania wiernopoddańczego adresu do cara Aleksandra II. Wysłanie adresu zbiegło się w czasie z carskim ukazem o uwłaszczeniu chłopów – wynikła stąd głośna sprawa księdza Stanisława Skulskiego, który otwarcie skrytykował mieszkańców wsi za hołubienie rosyjskiego władcy, co przypłacił zesłaniem na Sybir i nałożeniem na duchowieństwo kary w wysokości 985 rubli.
Pomimo rychłego końca powstania oddziały partyzantów były wciąż zasilane przez kielczan. Łącznie w latach 1863–1864 udział w walce zbrojnej wzięło ok. 336 mieszkańców miasta. Zanotowano także kilkadziesiąt przypadków skorzystania z carskiej amnestii, gwarantującej złagodzenie kary osobom, które złożyły przysięgę na wierność Rosji. Już od początku 1863 r. do Kielc zaczęły napływać rodziny denuncjatorów i donosicieli z całego powiatu, szukając schronienia przed powstańcami karającymi za zdradę ojczyzny wyrokiem śmierci. Zgodę na osiedlenie się w mieście otrzymały wdowy po powieszonych zdrajcach oraz kilkanaście rodzin żydowskich. 8 listopada 1864 r., w okresie nasilenia carskich represji nakazano kasatę klasztoru na Karczówce, którego zakonnicy byli podejrzewani o sprzyjanie ruchowi narodowemu. Gdy powstanie ostatecznie upadło rozpoczął się długi okres rosyjskiego terroru. Skonfiskowano liczne dobra kościelne uderzając m.in. w Seminarium Duchowne. W 1865 r. Kielce otrzymały nowego naczelnika wojennego, mjr. Henryka Tetznera, który dostał zalecenie jak najszybszego zatarcia wszelkich pozostałości po zrywie narodowym. Społeczeństwo coraz bardziej ubożało, majątki wysiedlonych lub zalegających z długami kielczan zaczęli przejmować chęcińscy Żydzi. W 1865 r. zapadła decyzja o wzniesieniu w pobliżu kolegiaty cerkwi prawosławnej – aby uzyskać plac pod budowę wyburzono m.in. zabytkową Bramę Krakowską oraz zniszczono szereg elementów architektonicznych pałacu biskupów (obcięto wieże, rozbito znajdujące się na froncie marmurowe figury posłów szwedzkich i moskiewskich). Cerkiew Wniebowstąpienia Pańskiego stanowiła symbol zniewolenia narodu polskiego aż do okresu międzywojennego, kiedy to została rozebrana.

### Lata 1866–1914

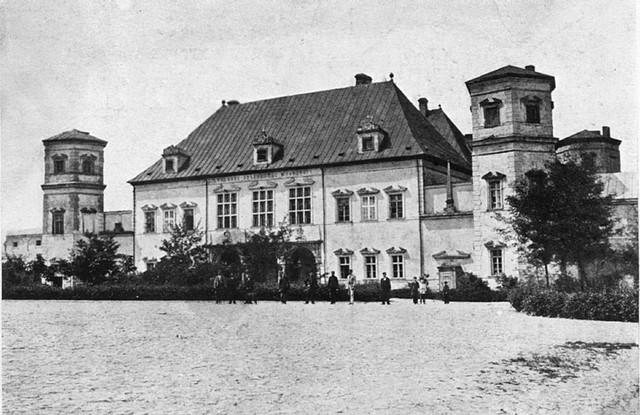
Pałac Biskupów zajęty przez rosyjskiego gubernatora

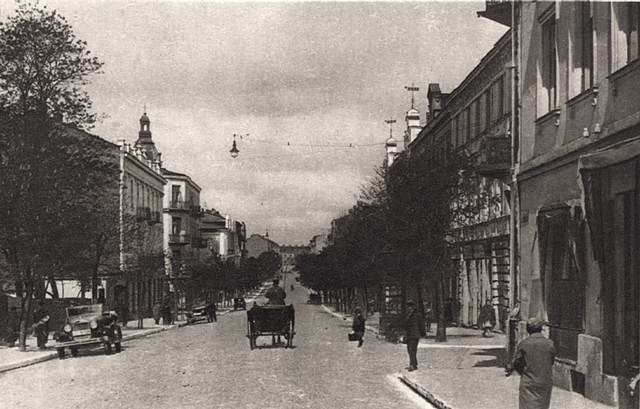
Ulica Sienkiewicza w latach 30. XX w.

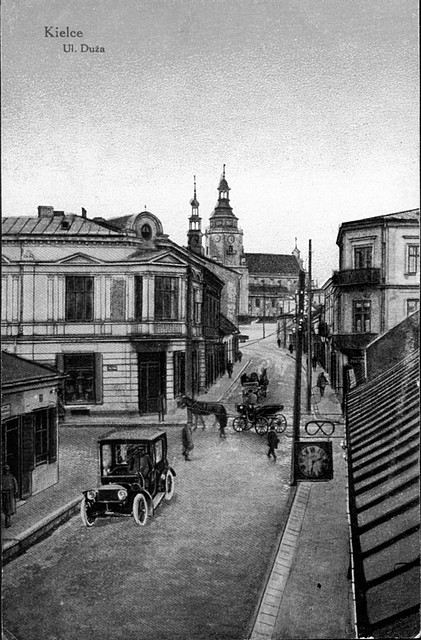
Ulica Duża, w tle katedra

Stagnacja spowodowana terrorem i carskimi represjami trwała aż do lat 80. XIX w. W międzyczasie reaktywowano kielecką gubernię z wydzielonej radomskiej. Pałac biskupów od 1867 r. stał się siedzibą gubernatora, w tym samym roku przebudowano go według projektu F.K. Kowalskiego usuwając hełmy z wież. W 1869 r. na mocy ukazu władz rosyjskich Kielce pozostały miastem, unikając tym samym losu dziesiątek miejscowości pozbawionych o odwecie za powstanie styczniowe praw miejskich. Liczba ludności osiągnęła wówczas 5151 osób. Systematycznie rusyfikowano szkolnictwo, zjawisko to przedstawił na podstawie własnych doświadczeń Stefan Żeromski w Syzyfowych pracach. Otwarte zostało progimnazjum żeńskie przekształcone w 1883 r. w gimnazjum, nie cieszące się dużą popularnością ze względu na obcy narodowo charakter. Na początku XX w. w Kielcach istniały już dwa gimnazja żeńskie oraz żydowska szkoła handlowa (dzisiejsze liceum im. Śniadeckiego).
Powrót do dawnej świetności odbywał się bardzo mozolnie, w 1870 r. ukazał się pierwszy numer Gazety Kieleckiej. W grudniu 1870 roku rozpoczęła produkcje gorzelnia Lusthoffa w Głęboczce, a rok później browar założony przez rodzinę Stumpfów (Anne z Seidlów Stumpf i jej syna Ferdynanda), przekształcony pod koniec XIX wieku w Browar Karscha. W 1871 r. wzniesiono gmach bazarowy na pl. Wolności, w 1873 r. powstała Ochotnicza Straż Ogniowa. Wybudowano szpital św. Aleksandra, księgarnie i hotel Lardellego z salą teatralną. Po 1875 r. funkcjonowały tu, fabryka marmurów, tartak i młyn parowy. Dużym impulsem dla rozwoju gospodarczego okazało się otwarcie w 1885 r. linii kolejowej przez Kielce, łączącej Iwanogród (Dęblin) z Dąbrową Górniczą. Stale rosła liczba ludności, w 1875 r. populacja wyniosła 8082 mieszkańców, aby w 1897 wzrosnąć aż do 13 456 osób (w tym ok. 25% Żydów, którzy po powstaniu styczniowym otrzymali od cara zgodę na osiedlanie się w mieście).
Wciąż trwały carskie represje – w 1893 r. zamknięto Seminarium Duchowne, a kilku księży zesłano na Sybir. W 1904 r. wzniesiono prawosławną cerkiew służącą rosyjskiemu garnizonowi. Pomimo trwających wokół prześladowań Kielce rozwijały się nadzwyczaj dynamicznie. Ożywił się ruch budowlany, powstały reprezentacyjne hotele przy ul. Konstantego oraz synagoga przy ul. Warszawskiej. W 1897 otwarto hutę szkła „Leonów”, własność rodziny Heimannów. W 1900 r. w mieście funkcjonowały: fabryka marmurów, 2 farbiarnie, tartak, 3 kaflarnie, 2 miodosytnie, młyn parowy, 2 cegielnie, kamieniołomy i wapienniki „Kadzielnia” i „Wietrznia”, fabryka „Superfosfaty”, fabryka cementu portlandzkiego „Kielce” oraz zakład rektyfikacji spirytusu „Etyl”. Trzy lata później działało tu już 27 przedsiębiorstw. W 1904 r. rozpoczęła się telefonizacja miasta, pierwszą centralę telefoniczną wybudował inż. A. Olszewski.
Rewolucja 1905 r. przyniosła liczne strajki i starcia z policją i wojskiem carskim. 3 lutego 1905 r. nastąpił głośny strajk młodzieży szkolnej z męskiego i żeńskiego gimnazjum. Wystosowano do władz petycję z żądaniem wprowadzenia lekcji w języku polskim. W obliczu rosnącego niezadowolenia car przystąpił na warunki zawarte w petycji i zezwolił na otwarcie polskojęzycznej szkoły handlowej (dziś II Liceum Ogólnokształcące im. Jana Śniadeckiego) oraz na zakładanie zakazanych wcześniej stowarzyszeń społecznych. W 1906 r., z inicjatywy prezydenta Kielc Władysława Garbińskiego i mieszkańców miasta, odsłonięto w parku miejskim pomnik Stanisław Staszica. Na pomniku widnieje inskrypcja: Paść może naród wielki – zniszczeć nie może – tylko nikczemny. W tym samym roku powołano Okręg Kielecki Polskiej Macierzy Szkolnej, na którego czele stanął Bolesław Markowski (wielka Biblioteka Macierzy Szkolnej posiadała w 1914 r. ponad 8000 książek); przewodniczącym w Kielcach był Eugeniusz Nawroczyński. W październiku 1906 Leon Rygier założył tygodnik postępowo-demokratyczny „Echa Kieleckie”, który współtworzyła jego żona Zofia Nałkowska. W 1907 powstał w Kielcach oddział Polskiego Towarzystwa Krajoznawczego, którego zasługą jest założenie Muzeum Świętokrzyskiego w 1908 r.
W przededniu I wojny światowej w mieście istniała już elektrownia (wybudowana przy ul. Leśnej przez Tomasza Ruśkiewicza w 1913 r.), kino oraz Szkoła Techniczna.

## I wojna światowa

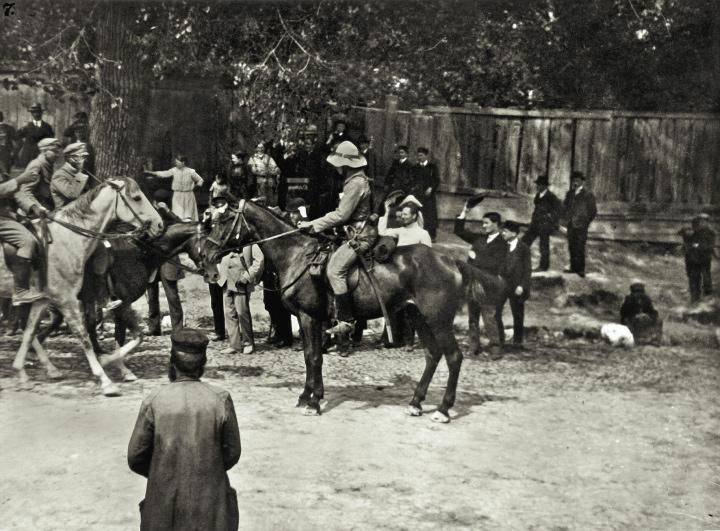
Piłsudski odbiera raport od skauta Czesława Bankiewicza na rogatkach Kielc 12 sierpnia 1914 roku

Józef Piłsudski ze swoim sztabem w Kielcach w 1914 r.

W 1914 r. do Kielc wkroczyła Kompania Kadrowa Strzelców Józefa Piłsudskiego. We wrześniu 1914 na terenie dzisiejszego skrzyżowania ul. Warszawskiej z ul. Świętokrzyską odbyło się zaprzysiężenie I Pułku Legionów Polskich. Społeczeństwo nie odniosło się do tych wydarzeń z entuzjazmem, a wręcz niejednokrotnie okazywało niechęć. Zwolennicy narodowej demokracji oraz bp Augustyn Łosiński kierujący Obywatelskim Komitetem Ratunkowym nie uznawali koncepcji odzyskania niepodległości w oparciu o zryw zbrojny. Natomiast obóz zwolenników walki czynnej z radością powitał strzelców, pod jego patronatem powstały prolegionowe organizacje Liga Kobiet Polskich oraz Piechur. Pod sztandary Piłsudskiego zaciągnęło się ok. 600 mieszkańców Kielc. Wkrótce do miasta powróciły wojska i władze rosyjskie stacjonujące tu do czasu ewakuacji w maju 1915 r. (w obliczu nadciągających oddziałów austriackich).
Kontrola nad Kielcami w okresie wojny:
| od                | do                | miasto kontrolują            |
| ----------------- | ----------------- | ---------------------------- |
| -                 | 12. sierpnia 1914 | Rosjanie                     |
| 12. sierpnia 1914 | 13. sierpnia 1914 | Austriacy (1. Komp. Kadrowa) |
| 13. sierpnia 1914 | 19. sierpnia 1914 | Rosjanie                     |
| 19. sierpnia 1914 | 11. września 1914 | Austriacy (Legiony)          |
| 11. września 1914 | 13. maja 1915     | Rosjanie                     |
| 13. maja 1915     | 28. sierpnia 1915 | Niemcy                       |
| 28. sierpnia 1915 | 1. listopada 1918 | Austriacy                    |
| 1. listopada 1918 | -                 | Polacy                       |

Podczas walk zburzony został dworzec kolejowy. Miasto zajęły wojska austro-węgierskie, które uczyniły Kielce miastem obwodowym oraz zliberalizowały życie społeczne. W trakcie wojny wybudowano nową linię kolejową prowadzącą do Częstochowy. Zintensyfikowało się życie polityczne, powołano propiłsudczykowską organizację POW, przygotowującą się do wystąpienia przeciw okupantom. Gorąco manifestowano uczucia patriotyczne – 3 maja 1916 i 1917 r. pod pomnikiem Staszica obchodzono kolejne rocznice podpisania Konstytucji, w 1917 r. wmurowano w ścianę dzwonnicy katedralnej tablicę pamiątkową w setną rocznicę śmierci Tadeusza Kościuszki. W 1918 r. mieszkańcy urządzili protest przeciwko pokojowi brzeskiemu. Na wieść o abdykacji cesarza Austrii w listopadzie 1918 r. członkowie POW oraz kieleccy skauci rozbroili austriacki garnizon. Po 123 latach niewoli Kielce znalazły się w niepodległej Polsce.

## Dwudziestolecie międzywojenne

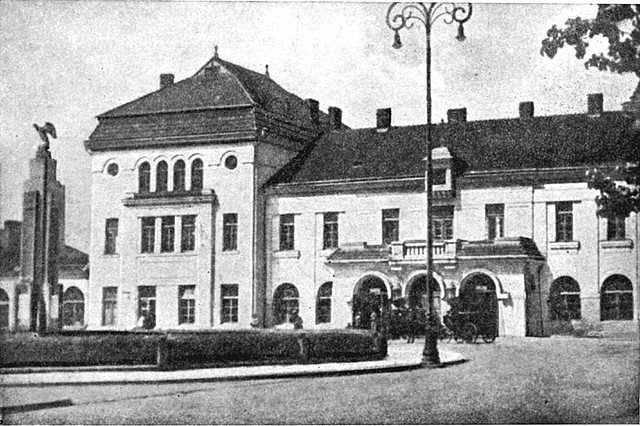
Dworzec kolejowy w latach międzywojennych

Niepodległość w Kielcach rozpoczęła się od pogromu antyżydowskiego do którego doszło 11 listopada 1918 roku. W jego wyniku zginęły 4 osoby a 250 zostało rannych. Rabowano żydowskie sklepy i mieszkania prywatne. Najwięcej ofiar było gdy tłum wtargnął do Teatru Polskiego i zaczął linczować zgromadzonych tam członków organizacji syjonistycznej, którzy obradowali nad odezwą wyrażającą radość z odzyskania przez Polskę niepodległości. Porządek w mieście przywrócił dopiero oddział wojskowy gen. Wacława Iwaszkiewicza.
Według raportu Dywizjonu Żandarmerii Wojskowej w Kielcach latem 1920 r. podczas wojny polsko–bolszewickiej w Kielcach aresztowano 6 tys. dezerterów, maruderów i uchylających się od poboru.
W okresie międzywojennym Kielce mimo zniszczeń stały się stolicą dużego województwa. Liczba mieszkańców wzrosła do ponad 71 tys. (1939). Rozpoczęły działalność nowe przedsiębiorstwa, w tym istniejąca do dziś popularna SHL, fabryka „Granat” (później FŁT „Iskra”, teraz NSK Bearings Polska S.A.) oraz Fabryka Mebli Henryków. W 1926 r. otworzono nową elektrownię, w 1927 r. oddano do użytku sieć kanalizacyjną (dwa lata później wodociągową). Wybudowane zostały m.in. nowe dzielnice mieszkaniowe (w tym urzędnicze osiedle „Kolonia-Ogród”, do którego kursowała jedyna w mieście linia autobusowa), stadion sportowy (na jego otwarciu obecny był prezydent Ignacy Mościcki) oraz okazały gmach Przysposobienia Wojskowego i Wychowania Fizycznego. W latach 1927–1930 w granice Kielc włączono folwark Szydłówek, Barwinek, Kawetczyznę, Pakosz, Czarnów i Karczówkę. W latach 30. miasto stało się istotną częścią Centralnego Okręgu Przemysłowego, obejmującego części województw: kieleckiego, lubelskiego, krakowskiego i lwowskiego. W ramach COP powstało w okolicach wiele zakładów zbrojeniowych. Kryzys lat 30. przyniósł liczne strajki – robotnicy protestowali głównie w Hucie „Ludwików”, w zakładach zbrojeniowych „Granat”, w fabryce marmurów oraz w kamieniołomie na Kadzielni.
W okresie międzywojennym w Kielcach stacjonował garnizon wojskowy z koszarami na Stadionie i Bukówce (pochodzący stąd żołnierze stanowili skład jednostki broniącej w 1939 r. Westerplatte), dziś jego miejsce zajęło jedyne w Polsce Centrum Szkolenia dla Potrzeb Sił Pokojowych Organizacji Narodów Zjednoczonych. Przed II wojną światową garnizon obsadzały: 4 Pułk Piechoty Legionów oraz 2 Pułk Artylerii Lekkiej Legionów.
Kielce uchodziły za miasto Marszałka (pomimo że mieszkańcy podchodzili do jego sukcesów z dużym dystansem). Piłsudski otrzymał honorowe obywatelstwo Kielc już w 1921 r., pięć lat później odbył się tu zjazd legionistów. Duża część opinii publicznej w okresie międzywojennym miasto kojarzyła z powieściami Żeromskiego, gdzie opisywał on Kielce jako Kleryków, Łżawiec i Obrzydłówek.

## II wojna światowa

### Kampania wrześniowa 1939
4 Pułk Piechoty Legionów oraz 2 Pułk Artylerii Lekkiej Legionów opuściły kielecki garnizon już 27 sierpnia 1939 r., udając się na wyznaczone pozycje nieopodal Zapolic i Modlina. W mieście została jedynie garstka żołnierzy pod komendą wiceprezydenta, kpt. Dobroczyńskiego. Już 1 września Luftwaffe zbombardowało koszary na Bukówce, lotnisko w Masłowie Pierwszym i ujęcie wody „Siedem Źródeł” w Białogonie. Zbyt słaba obrona przeciwlotnicza (składająca się zaledwie z jednej baterii dział i kompanii ciężkich karabinów maszynowych) nie była w stanie powstrzymać niemieckich samolotów. Zarządzono mobilizację 154 Pułku Piechoty, dowodzonego przez ppłk. Aleksandra Idzika, odpowiadającego za porządek i organizację życia społecznego. 3 września do Kielc dotarła pierwsza fala uchodźców cywilnych i wojskowych, w tym m.in. resztki rozbitej pod Janowem 7 Dywizji Piechoty, z których sformowano kilka mniejszych oddziałów. Tego samego dnia przybył do miasta płk Kazimierz Glabisz z rozkazem zatrzymania Niemców na linii Gór Świętokrzyskich i pozostawienia Kielc bez obrony. Niedługo później odbyły się kolejne bombardowania Luftwaffe, wskutek których zginęło ok. 80 osób oraz zniszczone zostały elektrownia, dworzec kolejowy i sieć wodociągowa. Równocześnie od strony południowej rozpoczęło się natarcie 2 Dywizji Lekkiej gen. Georga Stummego – wieczorem wojska niemieckie zajęły już niemal całe miasto zabijając 40 i raniąc 60 polskich żołnierzy. Nazajutrz zorganizowano przejściowe obozy jenieckie, przez które przeszło ok. 5000 osób. W celu niedopuszczenia do jakichkolwiek oznak oporu Niemcy wyznaczyli 20 cenionych obywateli miasta, którzy mieli być zamordowani w przypadku naruszenia porządku ustanowionego przez okupanta.

### Lata okupacji hitlerowskiej

#### Początek okupacji
Po utworzeniu na terenach centralnej Polski Generalnego Gubernatorstwa Kielce zdegradowano do roli stolicy powiatu w dystrykcie radomskim. Dotychczasowy prezydent, Stefan Artwiński 20 października otrzymał zakaz sprawowania dotychczasowego urzędu. Dwa tygodnie później odnaleziono go zamordowanego w podmiejskim lesie. Nowym zarządcą miasta (Stadthauptmanem) został A. Dreschel. Pod koniec 1940 r. powołano Zarząd Miejski, na czele którego stanął burmistrz Stanisław Pasteczko zmieniony później na stanowisku przez M. Bogdanowicza. Kompetencje naprędce utworzonych sądów specjalnych i doraźnych przejęły sądy policyjne (niemal we wszystkich przypadkach ogłaszające karę śmierci) oraz Kielecki Wydział Sądu Specjalnego w Radomiu zajmujący się sprawami cywilno-karnymi. Kielce stanowiły także garnizon dla aparatu policyjnego III Rzeszy, stacjonował tu 305 Batalion 22 Pułku Policji, policja ochronna oraz żandarmeria, od 16 marca 1943 r. dowodzona przez kpt. Gerulfa Mayera.

#### Zagłada ludności cywilnej

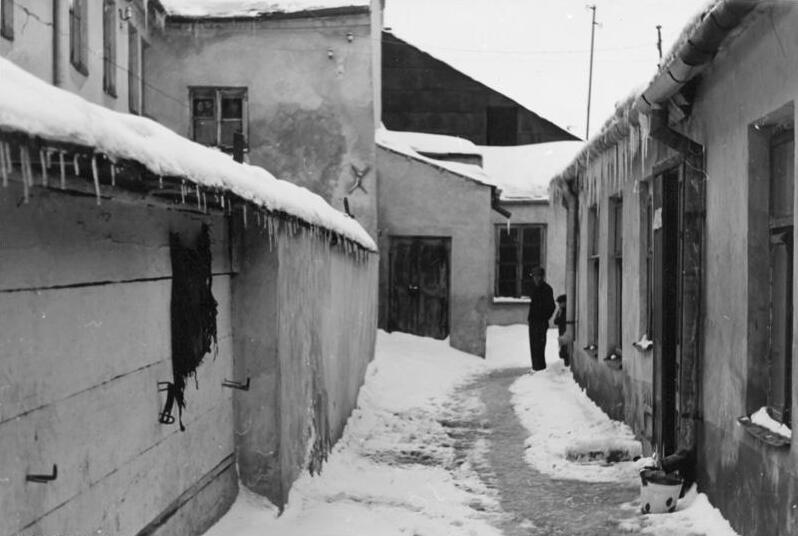
Getto kieleckie na początku 1940 r.

W 1940 ludność Kielc wzrosła do ok. 80 tys. mieszkańców, ale liczba ta wkrótce drastycznie się zmniejszyła, głównie wskutek dokonywanych przez Niemców masowych morderstw i zagłady Żydów. W latach 1942–1943 w wyniku egzekucji wykonywanych m.in. w lesie na Stadionie zginęło kilkanaście tysięcy ludzi. Innym miejscem masowych morderstw był cmentarz żydowski na Pakoszu, gdzie chowano zmarłych w zbiorowych mogiłach. Egzekucje publiczne odbywały się w więzieniu przy ul. Zamkowej, gdzie w latach 1943–1944 wieszano lub rozstrzeliwano zwykle po ok. 10 osób dziennie. U podnóży góry Telegraf istniał od 1941 r. obóz dla żołnierzy i oficerów Armii Czerwonej, w którym w wyniku zbyt małych racji żywnościowych i epidemii chorób zakaźnych zmarło ponad 11 tysięcy Rosjan.
Lata wojny i okupacji spowodowały niemal całkowitą zagładę ludności żydowskiej zamieszkującej miasto. Ludność ta (licząca w 1940 r. ok. 25 000 osób) była stopniowo izolowana od reszty społeczeństwa. Ostatecznie władze niemieckie zorganizowały getto obejmujące ulice Cichą, Dąbrowską, Jasną, Kozią, Krzywą, Okrzei, Orlą, Starozagnańską, Stolarską, Wąską, Starowarszawskie Przedmieście, Piotrkowską, Pocieszka, Przechodnią, Przecznicę, Silniczną, Nowy Świat, Szydłowską, Targową oraz częściowo Toporowskiego, Nowowiejską i Radomską. Przeprowadzka do nowej „dzielnicy”, której koszty pokryli Żydzi, zakończyła się 5 kwietnia 1941. Pomimo ekstremalnie trudnych warunków mieszkaniowych wciąż napływała tu ludność żydowska z likwidowanych gett na terenie Kielecczyzny, a nawet transport ok. 1000 osób z Wiednia. Ewakuacja getta rozpoczęła się 20 sierpnia 1942 r., do obozu zagłady w Treblince trafiło niemal 21 tys. ludzi. Na miejscu wymordowano dzieci, starców i chorych; w mieście pozostali jedynie wykwalifikowani żydowscy pracownicy kieleckich zakładów (wywiezieni w sierpniu 1944 r. do Oświęcimia). Szczególną odpowiedzialnością za dramat ludności żydowskiej obarcza się szefa lokalnej policji ochronnej, Hansa Gayera.

#### Gospodarka
Od początku wojny największe kieleckie fabryki wykorzystywane były przez Niemców do wyrobu produktów na potrzeby armii. Zatrudnienie w przemyśle zmniejszało szansę na wywóz do obozu koncentracyjnego, stąd pojawiło się ogromne zainteresowanie pracą w miejskich zakładach. W hucie „Ludwików” wytwarzano wówczas maszyny rolnicze i wozy dla Wehrmachtu, w „Granacie” – czerepy pocisków i inne elementy uzbrojenia. Fabryka Kwasu Siarkowego i Nawozów Sztucznych „Oleiim” produkowała kwas siarkowy potrzebny do wytwarzania prochu w Pionkach, Zakłady „Społem” dostarczały wojsku wyżywienia oraz środków czystości. Nadal działały wapienniki i kamieniołomy, wykorzystywane głównie przy budowie i utwardzaniu dróg. Wskutek zagłady Żydów drobny handel i rzemiosło znalazły się na krawędzi upadku. W lipcu 1944 r., w związku z krytyczną sytuacją Niemców na froncie wschodnim, zarządzono zniszczenie kieleckich zakładów przemysłowych. Pomysł ten wkrótce zarzucono, jednak okupanci wywieźli w głąb III Rzeszy niemal wszystkie maszyny z tutejszych fabryk.

#### Życie społeczne
Wkroczenie wojsk niemieckich do miasta niemal całkowicie sparaliżowało życie społeczne, okupant natychmiast zakazał funkcjonowania większości organizacji, dopuszczając jedynie działanie PCK, OSP oraz RGO (Rady Głównej Opiekuńczej). Zniesiono wówczas wiele świąt państwowych i kościelnych, zniszczono pomniki oraz symbole narodowe. Część budynków w centrum miasta (kin, księgarni, sklepów) przeznaczono wyłącznie dla Niemców. Kilkadziesiąt ulic otrzymało nowe nazwy, dodatkowo zakazano tłumaczenia niektórych z nich na język polski (m.in. Rynek przemianowano na Adolf-Hitler-Platz, ul. Dużą na Strasse der Deutschen Wehrmacht, ul. Wesołą na Kommandanturstrasse). Ulice getta nazwano szyderczo Szczęśliwą, Rabinów, Trefną, Czosnkową, Zaśniedziałą.
Pomimo prężnej działalności organizacji charytatywnych w mieście zaczęła szerzyć się nędza, co wkrótce zaowocowało wybuchem szeregu epidemii, zwłaszcza tyfusu brzusznego i tyfusu plamistego. Z powodu niedoboru lekarzy (większość z nich zginęła w obozach koncentracyjnych lub była pochodzenia żydowskiego) leczenie szpitalne ograniczono do przypadków „bezwarunkowej konieczności”. Brakowało leków, środków opatrunkowych i opału, sytuację dodatkowo pogorszyło przeniesienie wszystkich Polaków do szpitala w budynku Seminarium Duchownego i uczynienie dawnego szpitala miejskiego placówką niemiecką.

#### Ruch oporu
Już we wrześniu 1939 powstała w Kielcach pierwsza grupa dywersyjna dowodzona przez ppłk Henryka Kowalówkę, stanowiąca zalążek kieleckiego okręgu „Organizacji Orła Białego”, podporządkowanej później Służbie Zwycięstwu Polsce. Po serii aresztowań i częściowej dekonspiracji OOB powołano w mieście z inicjatywy środowisk kolejarskich i PPS tajną organizację „Polska Niepodległa” pod komendą Aleksandra Siewka. Niedługo później, w grudniu 1939 utworzono „Polski Związek Walki o Wolność Narodów” (z inicjatywy braci Janystów) oraz „Tajną Organizację Wojskową”, bazującą na członkach Związku Strzeleckiego. W pierwszych miesiącach wojny swoich dywersantów posiadał w Kielcach także mjr Henryk Dobrzański „Hubal”.
Po powołaniu pod koniec 1939 r. Związku Walki Zbrojnej w jego skład weszła większość działających w mieście organizacji podziemnych. Odrębność zachowały nieliczne wówczas siły ruchu ludowego (SL ROCH i BCh). Działaniami dywersyjnymi objęto wszystkie kieleckie zakłady przemysłowe, plutony ZWZ funkcjonowały głównie w „Społem”, „Granacie” i hucie „Ludwików”. W kwietniu 1940 utworzono kielecki okręg Związku Odwetu, przekształcony później w Kierownictwo Dywersji (Kedyw). W mieście funkcję oddziałów Kedywu spełniały grupy specjalne, dowodzone przez Mariana Sołtysiaka, Zbigniewa Kruszelnickiego i Zygmunta Firleya. 9 i 10 lutego 1941 r. nastąpiły liczne aresztowania w kręgach ZWZ, łącznie Gestapo ujęło 86 osób.
Najbardziej znane akcje kieleckiego podziemia:
- Śmiała ucieczka kilkunastu akowców z kieleckiego więzienia, zorganizowana w listopadzie 1942 przez Stanisława Depczyńskiego.
- Obrzucenie granatami kawiarni Smoleńskiego przez oddział GL im. Ziemi Kieleckiej pod dowództwem Jerzego Piwowarka ps. Jurek”; zabito wówczas 6 Niemców, w tym majora SS (23 lutego 1943)[17].
- 30 marca 1943 – konfiskata gotówki w Komunalnej Kasie Oszczędności. Wspólna akcja Gwardii Ludowej (wykonawcy) oraz Armii Krajowej (rozpracowanie wywiadowcze)[18].
- Napad na fabrykę C. Wawrzyniaka w marcu 1943, kiedy to sterroryzowano volksdeutschów, zabrano im broń oraz zniszczono maszyny.
- Zaatakowanie w maju 1943 r. fabryki „Hasag” i opanowanie stacji kolejowej Kielce Herbskie.
- Wyniesienie z WSP „Społem” w czerwcu 1944 niemal 2 ton trotylu, służącego partyzantom do wyrobu granatów zaczepnych.
- Zamach na znanego funkcjonariusza Gestapo, Franza Wittka dokonany 15 czerwca 1944 r. przez oddział ppor. Kazimierza Smolaka na rogu Solnej i Paderewskiego. Podczas akcji zginął jeden z zamachowców, niedługo później życie straciło kolejnych czterech. Nie była to pierwsza próba zabicia Wittka, już w 1942 r. Henryk Pawelec strzelał do niego na Rynku, jednak jego pistolet nie odpalił. W lutym 1943 r. oddział pod dowództwem Stanisława Fąfary ostrzelał Wittka przed gmachem Seminarium, ale gestapowiec przeżył pomimo ranienia go 14 kulami.
- Udane zamachy na miejscowych konfidentów, w tym m.in. zastrzelenie w biały dzień w sklepie przy ul. Bodzentyńskiej Jana Bociana.

### Wkroczenie Armii Czerwonej
Od sierpnia 1944 do stycznia 1945 Kielce znajdowały się w strefie przyfrontowej, w obszarze tyłowym niemieckiej 4. Armii Pancernej. Zarządzono ewakuację urzędników i volksdeutschów. Miasto było bombardowane przez lotnictwo Armii Czerwonej, co powodowało duże straty także wśród ludności cywilnej. Mieszkańców Kielc Niemcy zapędzili do prac fortyfikacyjnych przy wznoszeniu bunkrów i stanowisk dla dział szturmowych. W nocy z 11 na 12 stycznia 1945 rozpoczęła się z przyczółka baranowsko-sandomierskiego zwycięska ofensywa żołnierzy radzieckich 3 Armii Gwardii gen. Wasilija Gordowa i 13 Armii gen. Nikołaja Puchowa z 1 Frontu Ukraińskiego, wspieranych przez 2 Korpus Lotnictwa Szturmowego. 15 stycznia sforsowali oni Wzgórza Daleszyckie i Dymińskie, a następnie wkroczyli do miasta, którego obroną dowodził gen. Nehring. Podczas bitwy poległo 129 kielczan, 248 czerwonoarmistów i około 6000 Niemców. Ci ostatni stracili 224 czołgi i samobieżne działa pancerne, 179 transporterów opancerzonych, 300 dział, 5 samolotów oraz 1500 samochodów i motocykli. Powojenną historię Kielce rozpoczęły z liczbą tylko 48 tys. mieszkańców.

## Polska Ludowa
Czarną kartą w historii miasta stał się II pogrom Żydów, który miał miejsce 4 lipca 1946. W jego wyniku zginęło 37 osób narodowości żydowskiej (35 zostało rannych) i troje Polaków.
W okresie Polski Ludowej w obręb miasta włączono m.in. miejscowości Białogon, Czarnów Rządowy, Niewachlów i Dąbrowę. Zbudowano nowe osiedla i dzielnice jak: Wielkopole, Czarnów, Podkarczówka, Szydłówek, Bocianek, Świętokrzyskie i Uroczysko.
Już w 1945 roku utworzono Wojewódzką Orkiestrę Symfoniczną (od 1968 Państwowa Filharmonia im. O. Kolberga). W 1949 roku powstał Państwowy Teatr im. St. Żeromskiego, a od 1952 roku działa Ekspozytura Polskiego Radia (od 1958 r. – Rozgłośnia Kielecka).
W 1948 roku przekształcono Hutę „Ludwików” w Kieleckie Zakłady Wyrobów Metalowych (produkowano tu m.in. motocykle SHL, była to też największa fabryka pralek wirnikowych oraz samochodów specjalistycznych na podwoziu „Stara”). W 1952 roku powstają Zakłady Budowy Przewodów i Armatury (potem Zakłady Urządzeń Chemicznych i Armatury Przemysłowej „Chemar”). W 1956 roku przekształcono miejscowe Zakłady Mechaniczne w Fabrykę Łożysk Tocznych „Iskra”. Po wojnie był to największy zakład produkcyjny Kielc zatrudniający ponad 8000 pracowników. W 1971 powstają Kieleckie Zakłady Wyrobów Papierowych.
W latach 1949–1950 wzniesiono siedzibę Sądu Wojewódzkiego jako pierwszy gmach publiczny po wojnie. W 1950 roku wybudowano siedzibę miejską PZPR w gmachu na ulicy Żeromskiego (jeden z nielicznych przykładów miejskiego socrealizmu w mieście – obecnie jeden z budynków UJK). Powstanie Sienkiewiczowskiej Dzielnicy Mieszkaniowej przypada na lata 1954–1955. W 1962 roku zbudowano budynek Poczty Głównej. W 1963 roku oddano do użytku hotel „Centralny”. W 1964 roku oddano do użytku miejską krytą pływalnię i halę sportowo-widowiskową oraz skocznię narciarską. W 1970 r. otwarto Stadion Międzyszkolny oraz kompleks budynków Urzędu Wojewódzkiego. W 1971 roku oddano do użytku nowy dworzec PKP, który w niezmienionej formie istniał do 2022 roku. Orczykowy wyciąg narciarski na Telegrafie zostaje zbudowany w 1975 r. Od 1976 roku budowano oryginalny miejski dworzec PKS (projekt E. Modrzejewski).
W styczniu 1957 roku uruchomiono radiostację Polskiego Radia w Kielcach.
W 1966 roku rozpoczęła działalność Wyższa Szkoła Inżynierska (przekształcona w 1974 roku w Politechnikę Świętokrzyską). W 1969 powstała Wyższa Szkoła Nauczycielska, w 1973 roku przekształcona w Wyższą Szkołę Pedagogiczną (od 2011 Uniwersytet Jana Kochanowskiego w Kielcach).
W 1962 roku utworzono rezerwat geologiczny „Kadzielnia”. W 1963 r. zaniechano eksploatacji kruszców przekształcając miejskie kamieniołomy w trakty spacerowe, a później w rezerwaty geologiczne. W 1971 r. w ramach obchodów IX wieków miasta wybudowano m.in. zupełnie nową drogę w północnej części centrum (aleja IX Wieków Kielc), a na wzgórzu Kadzielni postawiono istniejący do dziś amfiteatr na 5000 miejsc. 22 lipca 1979 roku odsłonięto Pomnik Bojowników o Wyzwolenie Społeczne i Narodowe na Kadzielni.
W latach 80. XX wieku rozpoczęto budowę osiedla Ślichowice. Równolegle oddawano do użytku zabudowania mieszkalne w ramach Świętokrzyskiej Spółdzielni Mieszkaniowej (ob. osiedla Uroczysko, Świętokrzyskie, Słoneczne Wzgórze i Na Stoku).

## Po 1989
Do 1998 Kielce były stolicą województwa kieleckiego. Po protestach mieszkańców i wecie prezydenta Aleksandra Kwaśniewskiego, miasto zostało stolicą utworzonego w wyniku reformy administracyjnej w 1999 roku województwa świętokrzyskiego. Ponadto, Kielce stały się siedzibą przywróconego powiatu kieleckiego, jednak samo miasto nie weszło w jego skład stając się jednym z 66 miast na prawach powiatu. W 2011 Kielce liczyły ponad 203 tys. mieszkańców i stanowią główny ośrodek gospodarczy, kulturalny i naukowy województwa.
W latach 2004–2006 wzniesiono nowy Stadion Miejski, na którym swoje mecze rozgrywa debiutująca w 2005 roku w najwyższej lidze Korona Kielce. Rok później oddano Halę Legionów przy ulicy Drogosza. Wizytówką Kielc stał się odrestaurowany deptak w ciągu ulicy Sienkiewicza.
Powoli miasto staje się ważnym ośrodkiem wystawienniczym, dzięki działalności Targów Kielce organizujących m.in. Międzynarodowy Salon Przemysłu Obronnego oraz największe w Europie targi sakralne SacroExpo.
W XXI wieku dokonano wielu inwestycji drogowych w ulice na terenie miasta. Po 2000 roku powstał nowy przebieg m.in. dla DW762 (w tym wybudowane nowe ulice Gosiewskiego i Dywizjonu 303) oraz DW764 (ul. Pileckiego). Ponadto, rozbudowano ważne arterie w mieście, m.in. al. Solidarności, ul. Ściegiennego, ul. Grunwaldzką, ul. Zagnańską i ul. Wojska Polskiego. Rozbudowana została również zachodnia obwodnica miasta oraz powstał pierwszy odcinek S74.
W 2010 roku doszło do przebudowy Rynku, w ramach którego m.in. zlikwidowano charakterystyczny basen przeciwpożarowy.
W 2019 roku zaprezentowano nowy herb miasta i ustanowiono flagę miasta. Rok później oddano do użytku wyremontowany dworzec PKS, a w 2023 zakończono prace przy dworcu PKP.
W listopadzie 2024 roku zaprezentowano koncept rozbudowy układu komunikacyjnego pomiędzy ulicami Malików i Piekoszowską oraz linią kolejową nr 61, w wyniku czego powstać ma ponad 40 hektarów terenów pod zabudowę przemysłową.